# Olympische Sommerspiele 1988/Teilnehmer (Ruanda)
| Gelbes Symbol für Goldmedaillen mit stilisierten Olympischen Ringen | Graues Symbol für Silbermedaillen mit stilisierten Olympischen Ringen | Braundes Symbol für Bronzemedaillen mit stilisierten Olympischen Ringen |
| ------------------------------------------------------------------- | --------------------------------------------------------------------- | ----------------------------------------------------------------------- |
| —                                                                   | —                                                                     | —                                                                       |

Ruanda nahm an den Olympischen Sommerspielen 1988 in Seoul, Südkorea, mit einer Delegation von sechs Sportlern (drei Männer und drei Frauen) an sieben Wettkämpfen in einer Sportart teil. Medaillen konnten nicht gewonnen werden. Es war die zweite Teilnahme an Olympischen Sommerspielen für das Land. 

## Teilnehmer nach Sportarten

### Leichtathletik
Damen
- Marcianne Mukamurenzi
  - 1500-Meter-Lauf

Runde eins: ausgeschieden in Lauf zwei (Rang zehn), 4:31,56 min
  - 3000-Meter-Lauf

Runde eins: ausgeschieden in Lauf drei (Rang sieben), 9:27,08 min

- Apollinaire Nyinawabera
  - Marathon

Finale: 2:49:18 h, Rang 50

- Daphrose Nyiramutuzo
  - 1500-Meter-Lauf

Runde eins: ausgeschieden in Lauf eins (Rang 13), 4:32,31 min
  - 3000-Meter-Lauf

Runde eins: ausgeschieden in Lauf zwei (Rang 15), 9:47,98 min

Herren
- Telesphore Dusabe
  - Marathon

Finale: 2:42:52 h, Rang 78

- Eulucane Ndagijimana
  - 800-Meter-Lauf

Runde eins: ausgeschieden in Lauf fünf (Rang sechs), 1:52,08 min
  - 1500-Meter-Lauf

Runde eins: ausgeschieden in Lauf vier (Rang zehn), 3:51,61 min

- Mathias Ntawulikura
  - 5000-Meter-Lauf

Runde eins: ausgeschieden in Lauf drei (Rang 17), 14:08,84 min